# Falkland Islands Defence Force

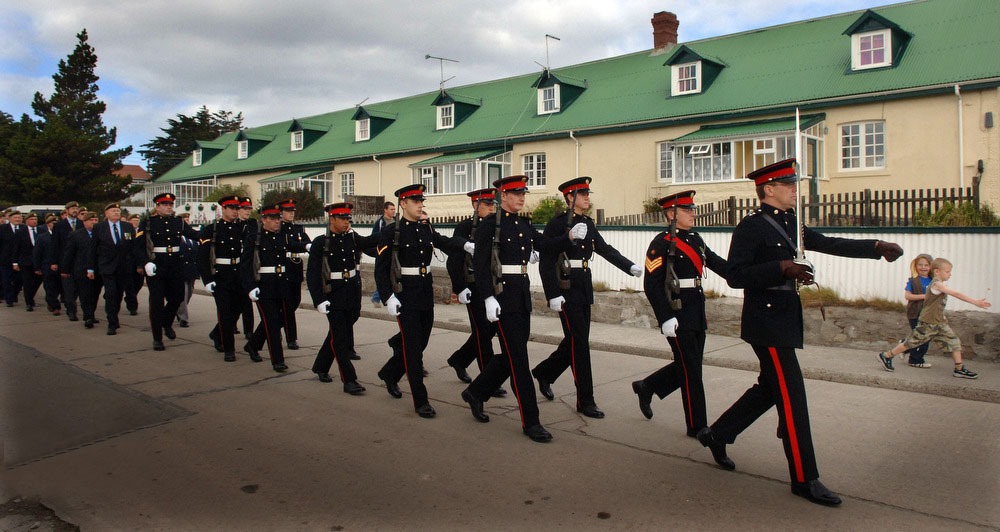
Défilé le 2 avril 2007.

La Falkland Islands Defence Force (français : Force de défense des Îles Malouines) a la taille d'une compagnie d'infanterie de ligne, formée de volontaires et appartenant à l'Armée britannique. Son armement et ses équipements lui sont propres.

## Histoire
Sa fondation date de 1892 en réaction  à l'incursion d'un navire chilien embarquant 200 soldats lors d'une guerre civile dans ce pays dans la baie de Port Stanley.

## Armes et moyens
- Pistolet L9A1 (9 mm/ Belgique)
- Fusil d'assaut SA80 (depuis 2019)
- Fusil d'assaut Steyr AUG (5,56 mm/ Autriche) (jusqu'en 2019)
- Fusil mitrailleur Steyr AUG HBAR (5,56 mm/ Autriche) (jusqu'en 2019)